# Heliocauta atlantica
Heliocauta es un género monotípico perteneciente a la familia de las asteráceas. Su única especie: Heliocauta atlantica, es originaria del Norte de África donde se distribuye por Marruecos.

## Taxonomía
Heliocauta atlantica fue descrita por  (Litard. & Maire) Humphries y publicado en Bot. Not. 130(2): 156 (1977)
Sinonimia
- Anacyclus atlanticus Litard. & Maire
- Anacyclus atlanticus subsp. atlanticus Litard. & Maire
- Anacyclus atlanticus var. vestitus Humbert
- Anacyclus atlanticus subsp. vestitus (Humbert) Emb.
- Heliocauta atlantica var. dasyphylla Humphries[3]